# Sibutramin

Strukturformel

Sibutramin är ett läkemedel som används för att behandla övervikt. Ämnet hämmar återupptaget av noradrenalin, serotonin. Effekten är därför delvis snarlik den hos antidepressiva läkemedel som venlafaxin och citalopram. Ett varunamn för substansen var i Sverige Reductil, Sibutramine Teva och Sibutramin Sandoz.
En vanlig biverkning av sibutramin är blodtrycksstegring, vilket därför måste observeras under behandlingen.
Efter att ha slutfört en utvärdering av nyttan och riskerna med sibutramin har den Europeiska läkemedelsmyndigheten (European Medicines Agency) dragit slutsatsen att nyttan inte längre överväger riskerna med bland annat blodtrycksstegringen, varför man den 6 augusti 2010 beslutade att marknadsföringstillståndet för sibutramin tillfälligt skulle dras tillbaka, vilket sedan blev permanent. Det förekommer dock ibland att bantningsprodukter med ämnet säljs via sociala media, vilket Läkemedelsverket uppmärksammade 2019.